# Surrounded by Time
Albums de Tom Jones
Long Lost Suitcase
(2015)
Surrounded by Time est un album studio du chanteur gallois Tom Jones, sorti le 23 avril 2021. Diffusé par EMI Records à l'international et par S-Curve Records aux États-Unis, il est produit par Ethan Johns, collaborateur régulier de Tom Jones depuis 2009. L'album est bien accueilli par la critique, qui se montre particulièrement admirative du choix des chansons et des performances vocales de Jones, alors âgé de 80 ans. Surrounded by Time se hisse dès sa sortie en tête des ventes au Royaume-Uni, ce qui fait de Tom Jones l'homme le plus âgé à voir l'un de ses albums classé no 1 dans ce pays.

## Contexte
À partir de 2009, Tom Jones entre en collaboration avec le producteur Ethan Johns, qui a déjà œuvré pour des musiciens tels que Kings of Leon, Joe Cocker et Crowded House. La mise en relation des deux hommes s'est faite par l'intermédiaire d'Island Records, à qui Johns avait fait part de son souhait tout particulier de travailler avec le chanteur gallois. Leur premier album ensemble, Praise & Blame (2010), consiste en des reprises de chansons gospel sur des airs de musique folk américaine. Un deuxième album de reprises gospel, Spirit in the Room, sort en 2012. La même année, Tom Jones devient l'un des quatre premiers coachs vocaux de l'émission télévisée The Voice UK. En 2015, lui et Ethan Johns enregistrent un troisième album ensemble, Long Lost Suitcase.
En pleine tournée promotionnelle de Long Lost Suitcase, Tom Jones apprend que son épouse, Linda Rose Woodward, est atteinte d'un cancer et annule en conséquence tous ses concerts jusqu'à nouvel ordre. Linda Woodward meurt des suites de ce cancer en avril 2016. Suivant le conseil de cette dernière, Tom Jones se sépare de leur manoir de Los Angeles pour retourner vivre dans un appartement à Londres. Bien que Linda ait encouragé jusqu'à la fin son mari à continuer de chanter et d'enregistrer après son décès, celui-ci raconte en 2021 avoir été initialement incapable de remettre les pieds sur scène après la mort de son épouse : « je n'étais pas sûr de pouvoir chanter. Quand on est trop ému, la voix ne fonctionne plus […]. Cela m'a complètement déstabilisé ».

## Enregistrement
Après s'être remis du décès de son épouse, Tom Jones repart en tournée pendant plusieurs années avant de réunir en 2019 son fils Mark Woodward, Ethan Johns et un groupe de musiciens de studio afin d'entamer la préparation d'un nouvel album. L'enregistrement de ce dernier s'étale jusqu'en 2020, les prises de voix étant achevées par le chanteur gallois immédiatement avant l'instauration du confinement dû à l'aggravement de la pandémie de Covid-19 au Royaume-Uni. L'album est principalement enregistré au Monnow Valley Studio de Rockfield, dans le Monmouthshire, et aux Real World Studios de Box, dans le Wiltshire. D'autres sessions se déroulent au studio Johns' Three Crows East, également dans le Wiltshire, et au Bert Jansch Studio de Frome, où l'album est par ailleurs mixé. Dans le cadre des sessions d'enregistrements, plusieurs changements sont opérés sur certaines chansons ; ainsi, pour I'm Growing Old, Tom Jones est seulement accompagné d'un pianiste tandis que Ol' Mother Earth est interprétée en spoken word plutôt que chantée. Comme pour la plupart des précédents titres de Jones, This Is the Sea est enregistrée en une seule prise.

## Promotion et sortie de l'album
La date de sortie et la liste des titres de Surrounded by Time sont rendues publiques le 15 janvier 2021. La reprise par Tom Jones de Talking Reality Television Blues, écrite à l'origine par Todd Snider, est diffusée le même jour en tant que premier single de l'album, accompagnée d'un clip vidéo. Le deuxième single tiré de l'album, No Hole in My Head (Malvina Reynolds), sort le 27 janvier, là encore avec un clip vidéo. Tom Jones interprète cette chanson en direct deux jours plus tard dans l'émission The Graham Norton Show et est brièvement interviewé par le présentateur du programme, Graham Norton, à l'issue de sa prestation. One More Cup of Coffee (Bob Dylan), choisi pour être le troisième single de l'album, sort le 18 mars. Le 9 avril voit enfin la commercialisation d'un quatrième et dernier single, Pop Star (Cat Stevens), accompagné de son clip vidéo.
Diffusé par EMI Records à l'international et par S-Curve Records aux États-Unis, Surrounded by Time sort dans les bacs et sur les plateformes numériques sous le label EMI le 23 avril 2021. Les ventes physiques de l'album se font sous forme de CD, de vinyle noir 12 pouces et de cassette. Il est alors possible, pour chaque album physique acheté sur le site officiel de l'artiste, d'obtenir en supplément un T-shirt arborant le visuel de la pochette de l'album. La version CD japonaise se voit quant à elle augmentée de la chanson It's Not Unusual, telle qu'enregistrée par Tom Jones en 1965, en tant que titre bonus. Une version non importée du CD à destination du marché américain est publiée le 7 mai par S-Curve. Quelques mois plus tard, la commercialisation d'une édition augmentée et remasterisée de Surrounded by Time, intitulée The Hourglass Edition, est annoncée le 19 octobre 2021. Cette réédition comprend un disque supplémentaire avec une reprise de Not Dark Yet de Bob Dylan, une nouvelle composition baptisée One Hell of a Life, quatre performances lives de titres extraits de Surrounded by Time au Shepherd's Bush Empire et une interview de Tom Jones avec le journaliste Peter Phaphides. La reprise de Not Dark Yet sort en single le jour même de l'annonce. The Hourglass Edition sort à son tour chez EMI le 3 décembre 2021. Outre une version numérique, elle fait l'objet d'une sortie standard en double CD et d'une édition deluxe sous forme d'un coffret contenant un livret et des cartes artistiques inédites.
Le 3 septembre 2022, Tom Jones interprète I Won't Crumble With You If You Fall sur The Voice UK,. En l'espace de 24 h, la chanson atteint la première place du classement iTunes britannique.

## Réception

### Accueil critique
Surrounded by Time reçoit, dans l'ensemble, des critiques positives. Sur le site Metacritic, qui fait correspondre chaque recension parue dans la presse grand public à une note normalisée sur 100, l'album reçoit une note moyenne pondérée de 83 établie à partir de neuf critiques, synonyme d'« acclamation générale ». 
Les commentateurs se montrent principalement élogieux à l'égard des capacités vocales de Tom Jones à ce stade avancé de sa carrière et du choix des chansons figurant sur l'album. Neil McCormick, du Daily Telegraph, décerne à l'album la note de cinq étoiles sur cinq, tant pour les prouesses vocales du chanteur gallois âgé de 80 ans que pour le choix des chansons, l'interprétation de I'm Growing Old étant notamment qualifiée de « déclaration forte dans ce milieu à l'épreuve du temps. Jones en fait un acte de résignation douce, quoique triste ». Sur musicOMH, Ben Hogwood loue également la voix de Tom Jones, qui exprime là « probablement plus d'émotion que jamais durant toute sa carrière », mais aussi le travail de production d'Ethan Johns ainsi que les performances instrumentales des musiciens de studio. Plus qu'un simple album de reprises, écrit Hogwood, Surrounded by Time est « davantage une série de chansons que Jones et ses acolytes ont emmenées à l'atelier de réparation, dépouillées jusqu'à l'os, puis reconstruites à l'image de leur nouvel interprète ».
Dans une recension pour le magazine DIY, Lisa Wright considère elle aussi que l'album ne se limite pas à une suite de reprises et que, « bien qu'étant en apparence une compilation de reprises […], il s'agit en fait d'une sorte d'adieu, d'un album rendant hommage à la dignité et à l'héritage de la vie de Tom, dans une tentative de boucler la boucle ». Le magazine Clash applaudit Jones pour avoir su repousser ses limites avec cet album et qualifie Surrounded by Time de « cycle de 12 chansons puissantes où Tom Jones fait exactement ce qu'il veut. C'est un ensemble d'un équilibre extraordinaire, et une nouvelle page essentielle dans ce remarquable chapitre en cours d'écriture ». Sur le site AllMusic, Thom Jurek décrit l'album comme « magnifique » et estime que ce dernier « respire tant la sagesse que la soif de vie débridée, sans jamais tomber dans l'exagération. Il prouve abondamment que malgré les années qui passent, Jones n'a rien perdu de sa puissance ni de sa superbe ». Helen Brown du journal The Independent déclare avoir beaucoup apprécié l'album et définit Tom Jones comme un « triomphe continu de l'espoir et de l'expérience ».
Alexis Petridis, dans The Guardian, se montre plus réservé à propos de l'album, bien qu'il affirme en avoir apprécié des passages ; s'il juge certaines des reprises réussies, il déclare que « les autres tentatives sont mitigées ». Il n'en félicite pas moins la volonté de Tom Jones d'enregistrer librement tout ce qui lui plaît bien que ce dernier soit principalement connu pour « chanter à tue-tête It's Not Unusual au château de Hampton Court et à la Rhyl Events Arena ».

### Succès commercial
Au Royaume-Uni, Surrounded by Time se classe dès sa sortie à la première place des ventes d'albums, après avoir été considéré comme étant bien placé pour accomplir cette performance lors de l'actualisation du classement en milieu de semaine. Au cours de la première semaine, l'album s'écoule à 14 936 exemplaires, dont 13 243 en ventes physiques. Il s'agit du quatrième album de la carrière de Tom Jones à devenir no 1 au Royaume-Uni et le premier depuis Reload en 1999. Cet exploit fait également du chanteur gallois, à 80 ans et 10 mois, l'homme le plus âgé à voir l'un de ses albums classé no 1 au Royaume-Uni et l'artiste le plus âgé à classer un album en tête du hit-parade dans ce pays avec un album composé de morceaux nouvellement enregistrés, dépassant Bob Dylan, qui s'était hissé au sommet des charts britanniques en juin 2020 avec Rough and Rowdy Ways à l'âge de 79 ans. Surrounded by Time est, de surcroît, l'album le plus vendu de la semaine aussi bien en termes de ventes physiques que de téléchargements,. Il se maintient dans le top 5 deux semaines après sa sortie, bien qu'étant descendu à la 5e place.

## Liste des pistes
| Liste des chansons de Surrounded by Time | Liste des chansons de Surrounded by Time | Liste des chansons de Surrounded by Time                              | Liste des chansons de Surrounded by Time | Liste des chansons de Surrounded by Time | Liste des chansons de Surrounded by Time | Liste des chansons de Surrounded by Time | Liste des chansons de Surrounded by Time | Liste des chansons de Surrounded by Time | Liste des chansons de Surrounded by Time |
| No                                       | Titre                                    | Auteur                                                                | Durée                                    |                                          |                                          |                                          |                                          |                                          |                                          |
| ---------------------------------------- | ---------------------------------------- | --------------------------------------------------------------------- | ---------------------------------------- | ---------------------------------------- | ---------------------------------------- | ---------------------------------------- | ---------------------------------------- | ---------------------------------------- | ---------------------------------------- |
| 1.                                       | I Won't Crumble with You If You Fall     | Bernice Johnson Reagon                                                | 3:16                                     |                                          |                                          |                                          |                                          |                                          |                                          |
| 2.                                       | The Windmills of Your Mind               | Alan Bergman et Marilyn Bergman, Michel Legrand                       | 4:43                                     |                                          |                                          |                                          |                                          |                                          |                                          |
| 3.                                       | Pop Star                                 | Cat Stevens                                                           | 4:00                                     |                                          |                                          |                                          |                                          |                                          |                                          |
| 4.                                       | No Hole in My Head                       | Malvina Reynolds                                                      | 4:08                                     |                                          |                                          |                                          |                                          |                                          |                                          |
| 5.                                       | Talking Reality Television Blues         | Todd Snider                                                           | 6:29                                     |                                          |                                          |                                          |                                          |                                          |                                          |
| 6.                                       | I Won't Lie                              | Paul Butler, Michael Kiwanuka                                         | 4:28                                     |                                          |                                          |                                          |                                          |                                          |                                          |
| 7.                                       | This Is the Sea                          | Mike Scott                                                            | 7:11                                     |                                          |                                          |                                          |                                          |                                          |                                          |
| 8.                                       | One More Cup of Coffee                   | Bob Dylan                                                             | 3:45                                     |                                          |                                          |                                          |                                          |                                          |                                          |
| 9.                                       | Samson and Delilah                       | Traditionnelle (arrangée par Ethan Johns, Tom Jones et Mark Woodward) | 5:06                                     |                                          |                                          |                                          |                                          |                                          |                                          |
| 10.                                      | Ol' Mother Earth                         | Tony Joe White                                                        | 5:16                                     |                                          |                                          |                                          |                                          |                                          |                                          |
| 11.                                      | I'm Growing Old                          | Bobby Cole                                                            | 4:14                                     |                                          |                                          |                                          |                                          |                                          |                                          |
| 12.                                      | Lazarus Man                              | Terry Callier                                                         | 9:07                                     |                                          |                                          |                                          |                                          |                                          |                                          |
| 61:43                                    |                                          |                                                                       |                                          |                                          |                                          |                                          |                                          |                                          |                                          |

| Piste bonus de l'édition japonaise | Piste bonus de l'édition japonaise | Piste bonus de l'édition japonaise | Piste bonus de l'édition japonaise | Piste bonus de l'édition japonaise | Piste bonus de l'édition japonaise | Piste bonus de l'édition japonaise | Piste bonus de l'édition japonaise | Piste bonus de l'édition japonaise | Piste bonus de l'édition japonaise |
| No                                 | Titre                              | Auteur                             | Durée                              |                                    |                                    |                                    |                                    |                                    |                                    |
| ---------------------------------- | ---------------------------------- | ---------------------------------- | ---------------------------------- | ---------------------------------- | ---------------------------------- | ---------------------------------- | ---------------------------------- | ---------------------------------- | ---------------------------------- |
| 13.                                | It's Not Unusual                   | Gordon Mills, Les Reed             | 2:03                               |                                    |                                    |                                    |                                    |                                    |                                    |
| 63:46                              |                                    |                                    |                                    |                                    |                                    |                                    |                                    |                                    |                                    |

| Disque bonus de The Hourglass Edition | Disque bonus de The Hourglass Edition                                 | Disque bonus de The Hourglass Edition                                 | Disque bonus de The Hourglass Edition | Disque bonus de The Hourglass Edition | Disque bonus de The Hourglass Edition | Disque bonus de The Hourglass Edition | Disque bonus de The Hourglass Edition | Disque bonus de The Hourglass Edition | Disque bonus de The Hourglass Edition |
| No                                    | Titre                                                                 | Auteur                                                                | Durée                                 |                                       |                                       |                                       |                                       |                                       |                                       |
| ------------------------------------- | --------------------------------------------------------------------- | --------------------------------------------------------------------- | ------------------------------------- | ------------------------------------- | ------------------------------------- | ------------------------------------- | ------------------------------------- | ------------------------------------- | ------------------------------------- |
| 1.                                    | Not Dark Yet                                                          | Bob Dylan                                                             | 3:53                                  |                                       |                                       |                                       |                                       |                                       |                                       |
| 2.                                    | One Hell of a Life                                                    | Katell Keineg                                                         | 5:22                                  |                                       |                                       |                                       |                                       |                                       |                                       |
| 3.                                    | I Won't Crumble With You If You Fall (live du Shepherd's Bush Empire) | Bernice Johnson Reagon                                                | 4:56                                  |                                       |                                       |                                       |                                       |                                       |                                       |
| 4.                                    | Samson and Delilah (live du Shepherd's Bush Empire)                   | Traditionnelle (arrangée par Ethan Johns, Tom Jones et Mark Woodward) | 5:43                                  |                                       |                                       |                                       |                                       |                                       |                                       |
| 5.                                    | Ol' Mother Earth (live du Shepherd's Bush Empire)                     | Tony Joe White                                                        | 4:57                                  |                                       |                                       |                                       |                                       |                                       |                                       |
| 6.                                    | This Is the Sea (live du Shepherd's Bush Empire)                      | Mike Scott                                                            | 6:18                                  |                                       |                                       |                                       |                                       |                                       |                                       |
| 7.                                    | In Conversation with Pete Paphides                                    |                                                                       | 16:55                                 |                                       |                                       |                                       |                                       |                                       |                                       |
| 109:47                                |                                                                       |                                                                       |                                       |                                       |                                       |                                       |                                       |                                       |                                       |

## Personnel
La liste du personnel est tirée du livret accompagnant l'album.

### Musiciens interprètes
- Neil Cowley : piano (pistes 2, 3, 9, 10, 11), synthétiseur Moog (pistes 1, 2, 6), orgue (pistes 4, 7, 8), Fender Rhodes (piste 12)
- Ethan Johns : synthétiseur Moog (pistes 1, 4, 5, 7, 9, 10, 12), guitare acoustique (pistes 3, 7, 8), boîte à rythmes (pistes 3, 9, 12), guitare électrique (pistes 4, 5, 12), percussions (pistes 2, 9, 10), effets sonores (pistes 2, 8, 12), synthétiseur ARP Strings (pistes 2, 7), Continuum (pistes 9, 10), Mellotron (pistes 2, 3), séquence/basse Moog (pistes 2, 3), sitar (pistes 3, 4), guitare basse (piste 9), Chamberlin (piste 3), dulcimer (piste 9), piano électrique (piste 6), charleston et cymbale ride (piste 3), orgue (piste 2), cordes de synthétiseur (piste 6), tabla (piste 4), tambourin (piste 4)
- Tom Jones : voix
- Nick Pini : guitare basse (pistes 2-4, 10, 12), contrebasse (pistes 7-9), contrebasse à archet (pistes 1, 5)
- Dan See : batterie (pistes 4, 7-9, 12), percussions (pistes 2, 3), grosse caisse (piste 5), maillets (piste 1)
- Jeremy Stacey : batterie (pistes 5, 10)
- Mark Woodward : güiro (piste 12)

### Équipe de production
- Matt Cotton : ingénieur du son
- Ethan Johns : production, ingénieur du son (pistes 4, 5), gestion des boucles (piste 11)
- Callum Marinho : mixage, ingénieur du son
- Dom Monks : ingénieur du son, boucles (piste 11)
- Mark Woodward : producteur exécutif

### Autres contributeurs
- Alex Cowper : conception, illustration
- Oriol Massaguer : illustration de couverture

## Classements
| Pays             | Meilleure position |
| ---------------- | ------------------ |
| Autriche         | 13                 |
| Belgique (Néer.) | 14                 |
| Belgique (Fr.)   | 191                |
| Tchéquie         | 54                 |
| Pays-Bas         | 17                 |
| Allemagne        | 24                 |
| Irlande          | 62                 |
| Écosse           | 1                  |
| Suisse           | 14                 |
| Royaume-Uni      | 1                  |
| États-Unis       | 68                 |